# Relacions entre Romania i la República de Moldàvia
Les relacions entre Romania i la República de Moldàvia han estat excepcionals des de la independència de Moldàvia el 1991. El panromanisme ha estat una part consistent de la política moldava i va ser adoptat a la plataforma del Front Popular de Moldàvia el 1992. La major part de Moldàvia va formar part de Romania durant el període d'entreguerres. La llengua oficial de Moldàvia és el romanès. Els pobles dels dos països comparteixen tradicions i folklore comuns, incloent un nom comú per a la unitat monetària: el leu (leu moldau i leu romanès). Els primers signes de que Romania i Moldàvia podrien unir-se després que els dos països aconseguissin l'emancipació del domini soviètic es van esvair ràpidament després de la guerra de Transnistria. No obstant això, un sentiment unionista creixent va sorgir especialment a la segona dècada del segle xxi. Tot i que Romania continua interessada en els assumptes de Moldàvia i els seus progressos cap a la integració europea, la majoria de la població de Moldàvia està en contra de la unificació amb Romania.

## Comparació de països
|                               | Moldàvia República de Moldàvia (Republica Moldova)                                   | Romania Romania (România)                                                        |
| ----------------------------- | ------------------------------------------------------------------------------------ | -------------------------------------------------------------------------------- |
| Bandera i escut d'armes       |                                                                                      |                                                                                  |
| Població                      | 3.150.735                                                                            | 19.414.458                                                                       |
| Zona                          | 33.846 km² (13.068 milles quadrades)                                                 | 238.397 km² (92.046 milles quadrades)                                            |
| Densitat de població          | 79 per km² (205 per quilòmetre quadrat)                                              | 81 / km² (210 / quilòmetres quadrats)                                            |
| Govern                        | República parlamentària constitucional unitària                                      | República republicana constitucional semi-presidencial unitària                  |
| Capital                       | Chișinău: 532.513 persones                                                           | - 1.883.425 persones                                                             |
| Ciutat més gran               | Chișinău: 532.513 persones                                                           | - 1.883.425 persones                                                             |
| Idioma oficial                | Romanès (també anomenat moldau)                                                      | Romanès                                                                          |
| Primer líder                  | Ion Inculeț (1917-1918)                                                              | Alexandru Ioan Cuza (1859-1866)                                                  |
| Actual cap de govern          | La primera ministra, Natalia Gavrilița (PAS; 2021 – actualitat)                      | Primer ministre Florin Cîțu (PNL; 2020 – actualitat)                             |
| Cap d'Estat actual            | Presidenta Maia Sandu (PAS; 2020 – actualitat)                                       | President Klaus Iohannis (PNL; 2014-actualitat)                                  |
| Principals religions          | 93,3% ortodoxos 2,2% sense resposta 1,9% protestant 0,2% vells creients 1,0% catòlic | 81,0% ortodoxos 6,2% Sense resposta 4,3% catòlic 3,0% reformat 1,8% pentecostal  |
| Grups ètnics                  | 75,1% de moldaus 7,0% de romanesos 6,6% ucraïnesos 4,6% Gagauz 4,1% de russos        | 88,9% de romanesos 6,1% d’ hongaresos 3,3% gitanos 0,2% ucraïnesos 0,2% alemanys |
| PIB (nominal)                 | 12.037 milions de dòlars 3.398 dòlars per càpita                                     | 261.868 milions de dòlars 13.414 dòlars per càpita                               |
| PIB (PPP)                     | 27.271 milions de dòlars 7.700 dòlars per càpita                                     | 576.946 milions de dòlars 29.555 dòlars per càpita                               |
| Moneda                        | Leu moldau (L) - MDL                                                                 | Leu romanès (L) - RON                                                            |
| Índex de desenvolupament humà | 0,711 (alt) - 2018                                                                   | 0,816 (molt alt) - 2018                                                          |

## Frontera entre Moldàvia i Romania

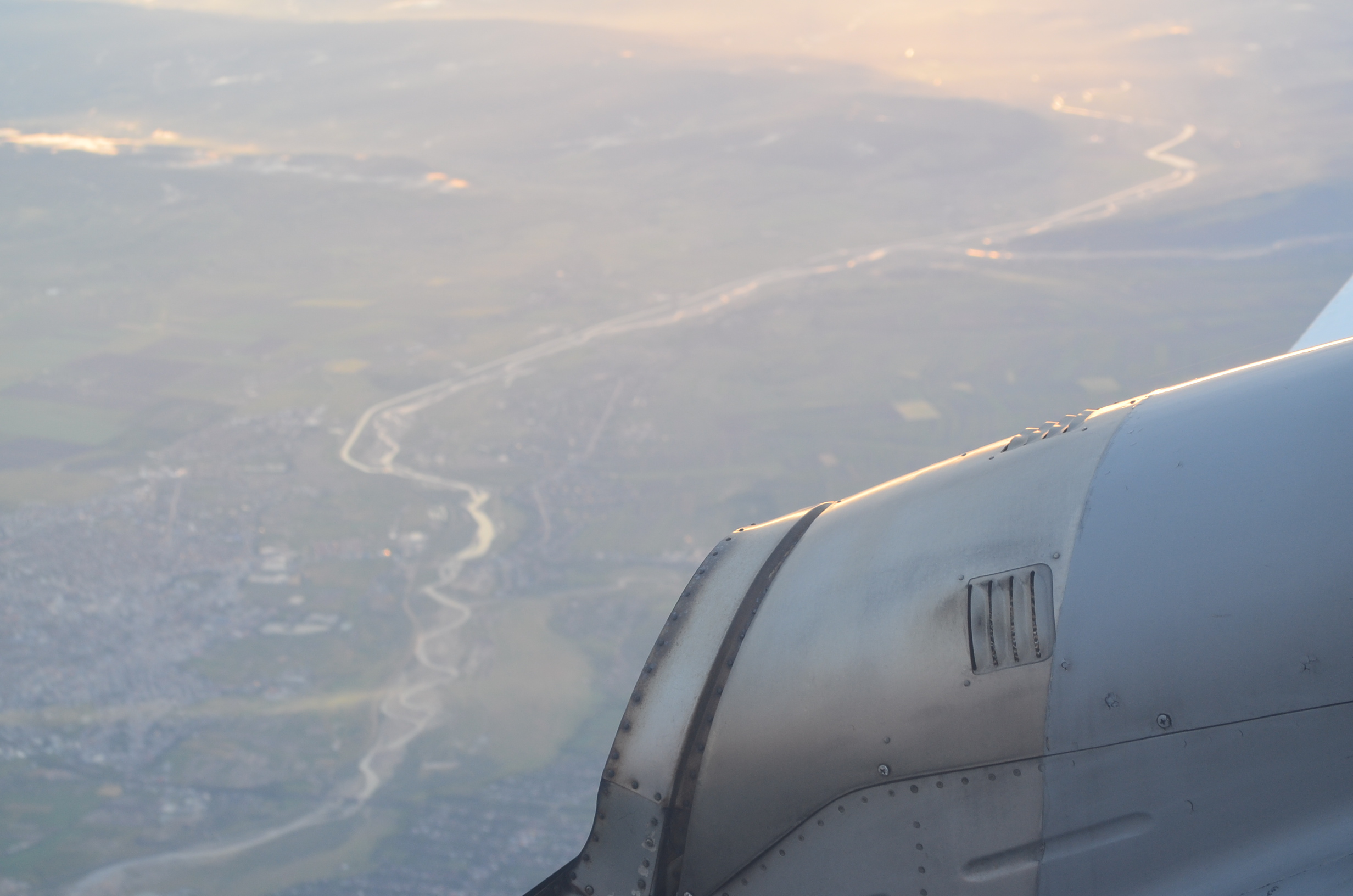
Vista aèria del riu Prut, que separa Romania i Moldàvia

La frontera entre Moldàvia i Romania és un límit fluvial, seguint el curs del Prut i el Danubi. Això també forma part de la frontera oriental de la Unió Europea, que va des de Criva al nord fins a Giurgiulești al sud. Moldàvia té accés al Danubi a menys de 500 metres i Giurgiulești és el port moldau al riu Danubi.

## Història
El 1918, al final de la Primera Guerra Mundial, Transsilvània, Bucovina i Bessaràbia es van unir amb l'antic Regne romanès. Bessaràbia, després d'haver declarat la seva sobirania el 1917 pel recentment elegit Consell del País (Sfatul Țării), es va enfrontar a l'agitació bolxevic entre les tropes russes i les reclamacions ucraïneses a parts del seu territori. El president del Consell del país va demanar al comandant en cap rus a Iași, Dmitry Shcherbachev, que enviés tropes per protegir el país. Al no tenir tropes, va transmetre la sol·licitud als romanesos, la intervenció militar dels quals va ser rebuda per la protesta dels presidents del Consell del País i del govern provisional de Bessarabia i del soviet de Chișinău. Besarabia va declarar la independència de Rússia el 24 de gener de 1918 i, el 9 d'abril de 1918, Sfatul Țării va votar la unió amb Romania: dels 148 diputats, 86 van votar a favor de la unió, 3 en contra, 36 es van abstenir (la majoria dels diputats que representaven les minories, 50 El percentatge de població de Bessaràbia en aquell moment) i 13 no hi eren presents.
La unió de Bessaràbia amb Romania va ser ratificada el 1920 pel tractat de París, que no obstant això no va ser reconegut per la SFSR russa i els Estats Units d'Amèrica (els Estats Units es van abstenir a causa del tractat de Trianon).
Romania va conservar Bessaràbia del 1918 al 1940, quan va acceptar un ultimàtum soviètic per abandonar Bessaràbia i la Bucovina del Nord. Durant la Segona Guerra Mundial, Romania (en aliança amb les potències de l'Eix) va recuperar Bessaràbia i se li van atorgar nous guanys territorials a costa de la Unió Soviètica (Transnistria; això es va tornar a perdre quan es va convertir la marea de guerra) com a compensació per al nord de Transsilvània, va perdre contra Hongria el 1940.

### Relacions de l'RSS de Romania-Moldàvia
L'agost de 1976, Nicolae Ceaușescu, la seva dona i el seu fill, van ser els primers visitants romanesos d'alt nivell a l'RSS de Moldàvia des de la Segona Guerra Mundial. El primer secretari del PC de Moldàvia, Ivan Bodiul, els va reunir a la frontera i els va escortar a Chișinău. El desembre de 1976, Bodiul i la seva esposa Claudia van arribar a la visita de cinc dies per invitació de Ceaușescu. La visita de Bodiul va ser una "primera" en la història de les relacions bilaterals de la postguerra. En una de les seves reunions a Bucarest, Bodiul va dir que "la bona relació va ser iniciada per la visita de Ceaușescu a la Moldàvia soviètica, que va conduir a l'expansió de contactes i intercanvis en tots els camps".
El 5 de novembre de 1978 es va inaugurar la planta hidroelèctrica de Stânca-Costești (a Stânca- Costești) a Prut sis anys després de la ratificació de l'acord bàsic romanès-soviètic sobre la seva construcció. Romania estava representada per Ion Iliescu, mentre que Bodiul representava l'URSS.
Una delegació del Partit Comunista Romanès encapçalada per Ion Iliescu, membre suplent del Comitè Executiu Polític i primer secretari del Comitè del Partit del Comtat d'Iași, va realitzar una visita del 14 al 16 de juny de 1979 a l'RSS de Moldàvia.
A la conferència final del Partit Comunista Romanès el novembre de 1989, Ceaușescu va tornar a plantejar la qüestió de Besaràbia, denunciant el Pacte Molotov-Ribbentrop de 1939 i implícitament demanant la restauració de la regió a Romania.

### Reconeixement per part de Romania

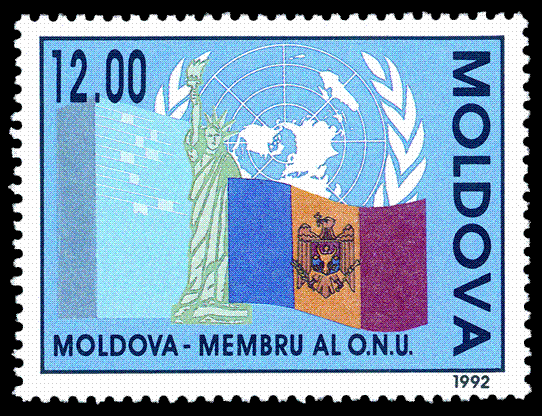
El 27 d'agost de 1991, Romania va ser el primer estat a reconèixer Moldàvia, que es va convertir en membre de l'ONU el 2 de març de 1992

Romania va ser el primer estat a reconèixer la República independent de Moldàvia, de fet, només unes poques hores després que el parlament de Moldàvia va emetre la declaració d'independència. De la declaració del govern romanès feta en aquella ocasió va resultar clarament que, en opinió de les autoritats de Bucarest, la independència de Moldàvia es considerava una forma d'emancipació de la tutela de Moscou i un pas cap a la reunificació amb Romania:
Proclamarea unui stat românesc independent pe teritoriile anexate cu forța în urma înțelegerilor secrete stabilite prin Pactul Molotov-Ribbentrop adequat un pass decisiv spre înlăturarea pe cale pașnică a consecințelor nefaste al seu, îndreptate contra dreturilor și intereselor poporului român. 

En català:
La proclamació d'un estat romanès independent als territoris annexionats per la força després dels acords secrets establerts pel pacte Molotov-Ribbentrop corresponent és un pas decisiu cap a l'eliminació pacífica de les seves conseqüències nocives, dirigides contra els drets i interessos del poble romanès. 
En pocs dies es van signar acords per a l'establiment de llaços diplomàtics. En poques setmanes, es van establir règims fronterers lliures de visats i passaports, que permetien als ciutadans romanesos i moldaus travessar la frontera únicament amb targetes d'identitat. Ja el 1991, Romania va començar a donar llibres per a biblioteques moldaves i llibres de text per a escoles i va començar a oferir beques a estudiants moldaus per estudiar a instituts i universitats romaneses.
Durant la guerra de Transnístria, Romania va ser l'única nació que va donar suport a Moldàvia. Transnístria va rebre el suport de Rússia i Ucraïna, cosa que significa que les forces moldaves es van enfrontar no només a les tropes de Transnistria, sinó també a cosacs i voluntaris russos, així com a voluntaris ucraïnesos. Tanmateix, Romania va enviar un contingent de voluntaris i assessors militars per lluitar al costat de les forces moldaves, a més de subministrar a Moldàvia armes i equipament.

El 14 d'abril de 1994, la Cambra de Diputats de Romania va adoptar una declaració de protesta contra la decisió del Parlament de Moldàvia a favor de l'adhesió a la CEI. La protesta contenia greus acusacions al cos legislatiu del recentment establert país veí:
Votul Parlamentului de la Chișinău reconfirmă, en mod regretable, Pactul criminal și anulează iresponsable un dret al națiunii române de a trăi în integritatea spațiului ei istoric și spiritual... Prin poziția geografică, cultură, istorie și traditii, locul natural al fraților noștri de peste Prut este, sense îndoială, junt amb noi, în marea familie a nacions europees i nicidecum dins d'una estructura euro-asiatice.

En català:
El vot del Parlament de Chisinau reafirma, lamentablement, el Pacte Penal i anul·la irresponsablement el dret de la nació romanesa a viure en la integritat del seu espai històric i espiritual... A través de la seva posició geogràfica, cultura, història i tradicions, el lloc natural dels nostres germans de l'altra banda del Prut és sens dubte amb nosaltres, en la gran família de les nacions europees i de cap manera dins d'una estructura euroasiàtica.

### 2001-08
El març del 2002, el nou president comunista de Moldàvia, Vladimir Voronin, va anunciar que acabava la "política colonial" de Romania amb Moldàvia buscant una relació més estreta amb Moscou.
El 2007, la tensió entre els dos governs va augmentar en el context de la represa del programa romanès per a la concessió de la doble ciutadania a alguns ciutadans moldaus. El febrer de 2007, Voronin va declarar que 10 milions de "moldesos ètnics" eren perseguits a Romania perquè no se'ls permetia registrar-se oficialment com a minoria ètnica. Diverses organitzacions romaneses van criticar durament la declaració de Voronin. El diari romanès Gândul va assenyalar que aquesta suposada minoria era aproximadament la meitat de la població romanesa. Constantin Iordachi va interpretar la declaració de Voronin com: "A més, culpant la política irredenta de Romania, Voronin va presentar els seus propis plans per a una Gran Moldàvia, elevant les reivindicacions territorials a la província de Romania de Moldàvia". :194 Un mes després, Voronin va declarar que la "llengua moldava és la mare de la llengua romanesa. [... ] Els intents d'anomenar-lo romanès, els intents d'anomenar-lo a qualsevol altra cosa, són intents d'enganyar la història i enganyar la pròpia mare. " Al novembre, Voronin va acusar Romania de ser "l'últim imperi d'Europa".

### 2009 polèmica diplomàtica

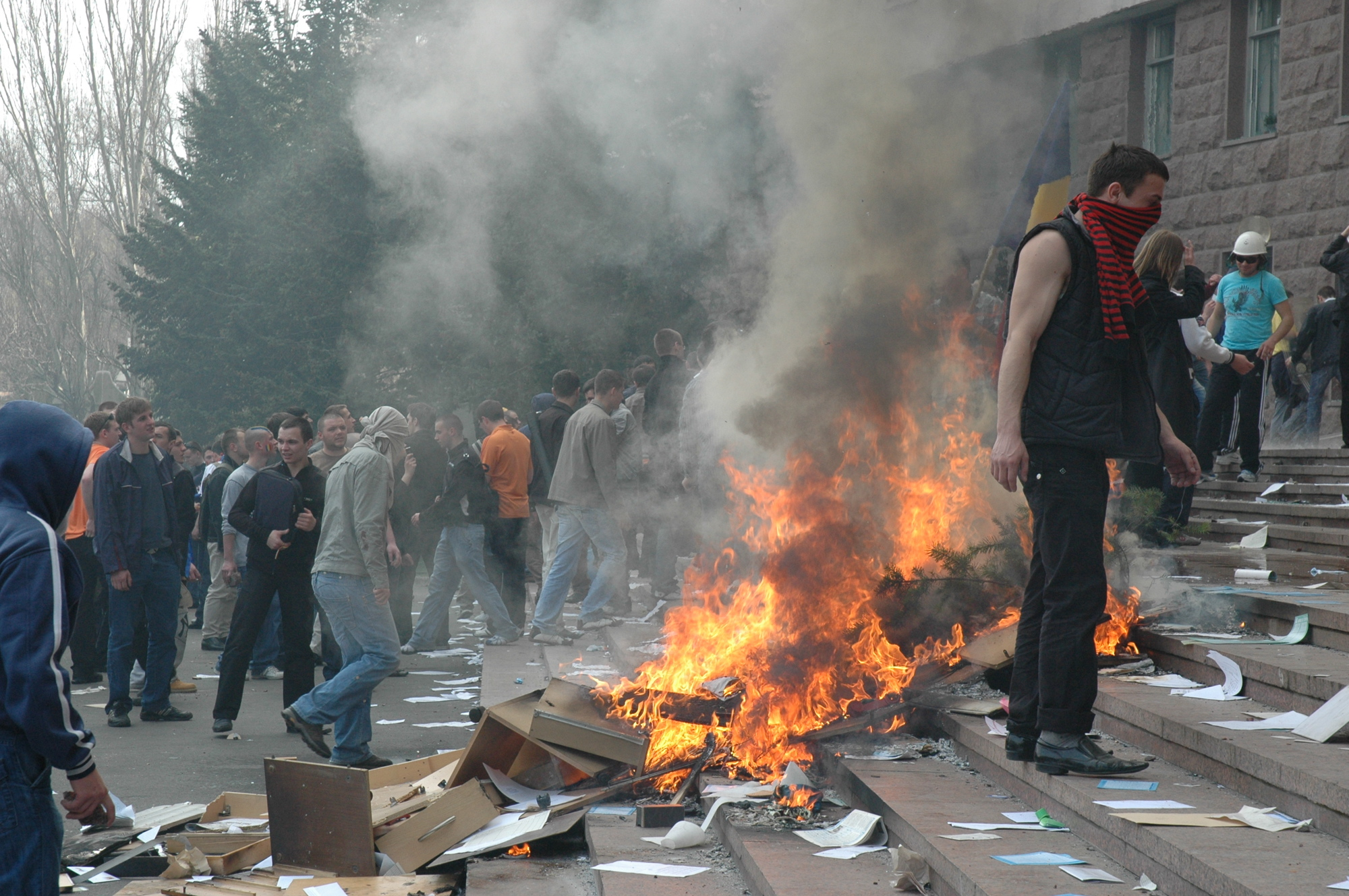
2009 disturbis civils de Moldàvia

Els disturbis civils a Moldàvia a l'abril del 2009 van provocar una polèmica diplomàtica entre els països, després que el president Voronin acusés Romania de ser la força darrere dels disturbis a Chișinău. Romania va negar tots els càrrecs d'haver participat en les protestes.
L'ambaixador de Romania a Moldàvia, Filip Teodorescu, va ser declarat persona non grata pel govern moldau, sent obligat a abandonar el país en un termini de 24 hores. L'endemà, el parlament romanès va nomenar un alt diplomàtic, Mihnea Constantinescu, com a nou ambaixador a Moldàvia, però dues setmanes després el govern moldau el va rebutjar sense explicacions, aprofundint la crisi.
El govern moldau va establir els requisits de visat per als ciutadans romanesos i va tancar la frontera entre Romania i Moldàvia el 7 d'abril. Els estudiants moldaus que estudien a Romania i periodistes internacionals no tenien permís per entrar al país. L'endemà, es van cancel·lar les connexions ferroviàries entre Romania i Moldàvia per un període no definit, a causa de problemes "tècnics". Romania va anunciar que no correspondria amb l'expulsió de l'ambaixador i que mantindrà el mateix règim de visats, amb visats gratuïts per als ciutadans de Moldàvia. També va condemnar com a "arbitràries i discriminatòries" les noves mesures adoptades contra els ciutadans romanesos a Moldàvia i va afirmar que el pla de visats era "temerari" i va trencar un pacte Moldàvia-UE.
El govern romanès va canviar la normativa que permet als estrangers que tenien avantpassats amb ciutadania romanesa (inclosa la majoria dels moldaus) obtenir la ciutadania romanesa. La nova llei permet que les persones amb almenys un besavi romanès (en lloc de només un avi com abans) sol·licitessin la ciutadania romanesa, mentre que va afegir un termini màxim de cinc mesos per donar resposta a la sol·licitud.
El 9 de febrer de 2010, el Parlament romanès va aprovar un nou ambaixador a Moldàvia, Marius Lazurcă.

### Presidència de Dodon
Sota el president Igor Dodon, les relacions bilaterals es van deteriorar. Durant tota la seva presidència, Dodon mai va realitzar una visita oficial a la capital romanesa de Bucarest. Al març de 2018, va anunciar la seva creença que els romanesos que donaven suport a la unificació de Romania i Moldàvia com a "enemic número u" del país, va anar més enllà en una entrevista amb Radio Free Europe dient que el govern de Bucarest recolza qualsevol intent d'unionisme. Encara més, Dodon, va estar molt i fermament en contra de la pertinença a la UE. Tot i aquest deteriorament, Dodon, durant una reunió amb el president Klaus Iohannis a la ciutat de Nova York, va dir que el desenvolupament de les relacions romaneses era una "prioritat clau" per al seu govern. El maig de 2020, durant una baralla a Facebook amb l'eurodiputat romanès Siegfried Mureșan, el primer ministre moldau, Ion Chicu, va declarar Romania com el país més corrupte d'Europa. Les paraules de Chicu van causar controvèrsia a Romania, amb un diputat romanès que va demanar la retirada de la ciutadania romanesa de Chicu. Posteriorment, Chicu demanaria disculpes durant una reunió amb l'ambaixador romanès a Moldàvia, Daniel Ioniță.

### Presidència de Maia Sandu
Durant la presidència de Maia Sandu, durant la pandèmia internacional i nacional de COVID-19, va tenir una reunió amb Iohannis a Chișinău el 29 de desembre de 2020. Sobre això, Iohannis va prometre que Romania donaria 200.000 unitats de vacuna a Moldàvia com a part d'un programa de col·laboració en qüestions de la pandèmia COVID-19 i altres temes entre els dos països. 21.600 d'aquestes vacunes van arribar el 27 de febrer de 2021 i van començar a utilitzar-se el 2 de març de 2021, marcant l'inici de la campanya de vacunació de Moldàvia. Algunes d'aquestes vacunes també es van utilitzar a Transnistria. A més, en una enquesta duta a terme a finals de gener de 2021 a Moldàvia, es va trobar que el 37,5% dels moldaus donaven suport a la unificació amb Romania. Aquest nombre havia augmentat fins al 43,9% a finals de març de 2021. Romania va enviar més vacunes a Moldàvia en més ocasions: el 27 de març de 2021 (50.400 unitats de vacuna), el 17 d'abril de 2021 (132.000 dosis de vacuna) i el 7 de maig de 2021 (100.800 unitats de vacuna).

## Moviment d'unificació
Un moviment per a la unificació de Romania i Moldàvia va començar a tots dos països després de la Revolució Romanesa i la política glasnost a la Unió Soviètica, defensant la integració pacífica dels dos estats. Les persones que donen suport al moviment es diuen "Unioniști" (unionistes). A Moldàvia, els que estan en contra del moviment s’anomenen "Moldoveniști" (moldovenistes). Les organitzacions unionistes de la societat civil romanesa i moldava inclouen "Noii Golani" (Els nous hooligans), "Deșteptarea" (El despertar), o el moviment "Basarabia - Pământ Românesc" ("Bessarabia - Terra romanesa").
Quan es va signar el Pacte Ribbentrop-Molotov, els territoris entre el Prut i el Dnièster pertanyien a Romania. Des del reconeixement de la independència de la República de Moldàvia es van fer moltes referències a Romania sobre la necessitat d'eliminar les conseqüències del Pacte Ribbentrop-Molotov. De fet, el juny de 1991, el Parlament de Romania va adoptar una declaració mitjançant la qual es va declarar nul el Pacte esmentat.
Després de les revoltes de Chișinău de 2009, el director de l'Institut d'Estratègia Nacional de Moscou, Stanislav Belkovsky, va reafirmar el seu suport al moviment, declarant que creu que el malestar civil és el preludi d'una unió política entre els països. Belkovsky ja havia escrit un altre pla per a la unificació entre Romania i Moldàvia, excloent sobretot Transnistria, que es convertiria en una república independent o, si és inviable per si sola, s'uniria amb Ucraïna.
El 29 de novembre de 2013, Geòrgia i Moldàvia van signar els acords d'associació amb la Unió Europea en una cimera a Vílnius dedicada als països de l'associació oriental de la UE. En aquest context, el president romanès Traian Băsescu va afirmar que el pròxim projecte de Romania d'importància nacional és la reunificació dels dos països, reunificació exigida pels carrers de Bucarest, Chișinău i Bălți per desenes de milers de persones. Més de tres quartes parts dels ciutadans romanesos estan d'acord amb una eventual unió amb Moldàvia, segons una enquesta d'opinió realitzada per IRES el novembre del 2013. Un comunicat de premsa de l'organització pro-sindical moldava "Action 2012" afirmava que una enquesta duta a terme a Moldàvia, excloent Transnistria i Gagauzia, abans de l'annexió de Crimea per part de Rússia el febrer de 2014 i revelava que el 52% dels ciutadans de Moldàvia voldrien la unió amb Romania.
El 2017, es va promulgar oficialment a Romania el Dia de la Unió de Besaràbia amb Romania que commemorava la unió entre tots dos el 27 de març. Eugen Tomac, llavors diputat del Partit del Moviment Popular (PMP) i principal responsable d'aquest projecte, va declarar que "oblidar la història és el mateix que trair". Tot i que no és oficial a Moldàvia malgrat els intents de fer-ho, unionistes de Moldàvia i Transnistria ho celebren de totes maneres.
El 2018, celebrant el centenari de la Gran Unió (la unificació de Romania amb Bessaràbia, Bucovina i Transsilvània), diversos activistes romanesos i moldavs van organitzar una manifestació convocada per la unificació de la Marxa del Centenari. Va començar a Alba Iulia l'1 de juliol de 2018 i va acabar a Chișinău l'1 de setembre de 2018. Un dels seus principals objectius era aconseguir la unificació de Moldàvia amb Romania. Els participants van intentar recollir un milió de signatures per a l'organització d'un referèndum. Tot i que al principi les autoritats moldaves van prohibir als participants travessar la frontera, però se'ls va permetre entrar més tard.

## Doble ciutadania
Un estudi del 2013 de la Fundació Soros va trobar que des de l'aprovació de la llei de ciutadania romanesa el 1991 fins a finals del 2012, el nombre de sol·licituds reeixides de Moldàvia va ser de 323.049. Es tracta d'un augment de 96.542 sol·licituds reeixides des del 15 d'agost de 2011. En el mateix període, el nombre de sol·licituds va ser de 449.783, el que significa que encara cal finalitzar unes 125.000 sol·licituds. El 2011 i el 2012 es van presentar 100.845 i 87.015 sol·licituds respectivament.
El nombre real de persones concedides a la ciutadania en aquestes sol·licituds encara no és clar, perquè cada sol·licitud pot incloure menors que depenen de la presentació d'adults. S’estima que el nombre de persones és d'unes 400.000 persones, amb un potencial de 150.000 persones més si totes les sol·licituds pendents tenen èxit.
El 2001, la UE va pressionar Romania perquè exigís un passaport internacional per a tots els viatgers de Moldàvia. Immediatament després, un nombre substancial de moldaus van començar a sol·licitar la ciutadania romanesa. Les dades no oficials del 2001 suggereixen que uns 200.000 moldaus també tenien la ciutadania romanesa, malgrat que la doble ciutadania era oficialment il·legal a Moldàvia en aquell moment. A causa del nombre aclaparador de sol·licituds, l'ambaixada de Romania va imposar una moratòria el 2002. La doble ciutadania es va convertir en un tema electoral durant les eleccions locals del 2003 a Moldàvia. El novembre d'aquell any, el parlament moldau va aprovar una llei que permetia la doble ciutadania; això es va aplicar a altres països a part de Romania, particularment a Rússia i Ucraïna.
Entre 1991 i 2006, 95.000 moldaus han obtingut la ciutadania romanesa. El setembre de 2007, Romania va reprendre la seva política d'atorgar (o restaurar com diu) la ciutadania romanesa als moldaus que ho van sol·licitar. Com a resposta, el parlament moldau dirigit pels comunistes va aprovar una llei (a l'octubre de 2007) que prohibia a qualsevol càrrec amb càrrecs públics que tinguessin la doble nacionalitat o resideixi a l'estranger. :203 El 2009, Romania va concedir 36.000 ciutadania més i espera augmentar el nombre fins a 10.000 al mes. El president romanès, Traian Băsescu, va afirmar que més d'un milió més n'han fet sol·licituds, i aquest nombre elevat és vist per alguns com a resultat d'aquesta controvèrsia identitària. El govern comunista (2001-2009), defensor vocal d'un grup ètnic moldau diferent, va considerar la ciutadania múltiple una amenaça per a l'estat de Moldavia.
La llei moldava que limita els drets polítics dels titulars de doble ciutadania va ser impugnada al Tribunal Europeu de Drets Humans en el cas Tanase v. Moldàvia. El 27 d'abril de 2010, la Gran Cambra del TEDH va decidir que la prohibició era "desproporcionada amb l'objectiu del govern de garantir la lleialtat" dels seus funcionaris públics i membres del parlament.
Un sol·licitant entrevistat per Der Spiegel va dir: "Vull anar més a l'oest amb aquest passaport. No m'importa Romania ". L'observador de la UE va escriure: "Molts moldaus consideren que el passaport romanès és la clau de la UE, segons Marian Gherman, un fiscal de Bucarest que ha investigat una xarxa de comercials i buròcrates que expeditaven les sol·licituds de ciutadania per diners. "Tothom ho sap", va dir. "Demanen la ciutadania romanesa només perquè els dona la llibertat de viatjar i treballar dins de la UE". Un funcionari de l'Autoritat Nacional de Ciutadania, NCA, a Bucarest, que va parlar amb l'anonimat, va confirmar que els moldaus havien mostrat poc interès en adquirir la nacionalitat romanesa fins al 2007. "

## Galeria

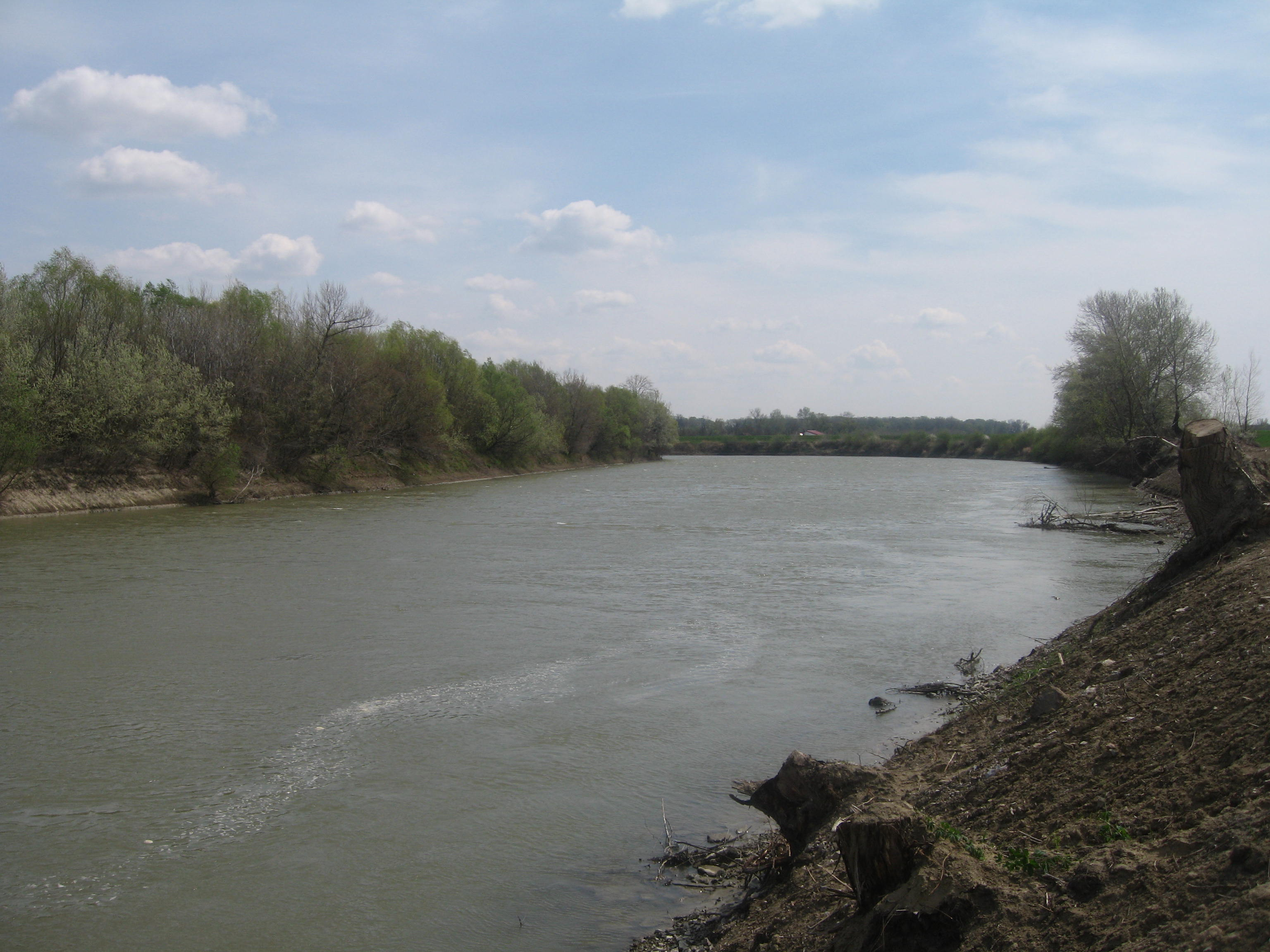
Prut a prop d'Albița. El riu Prut és la frontera natural entre Romania i Moldàvia.
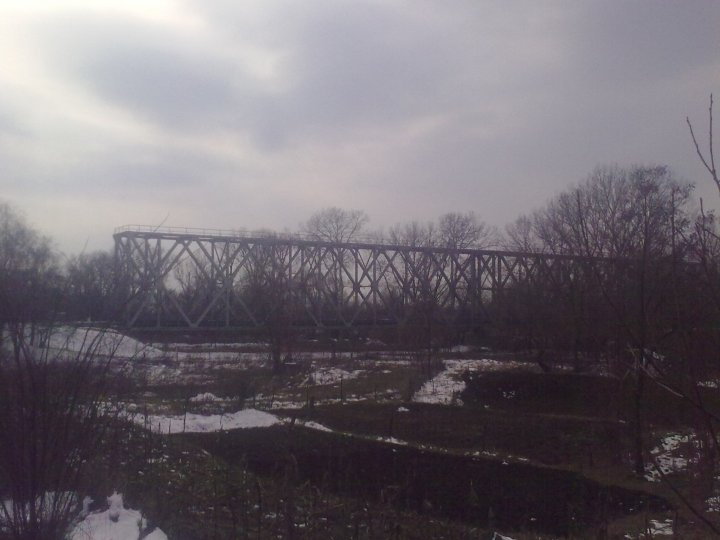
El pont Eiffel, Ungheni, construït el 1877, és l'únic pas ferroviari entre Romania i Moldàvia.
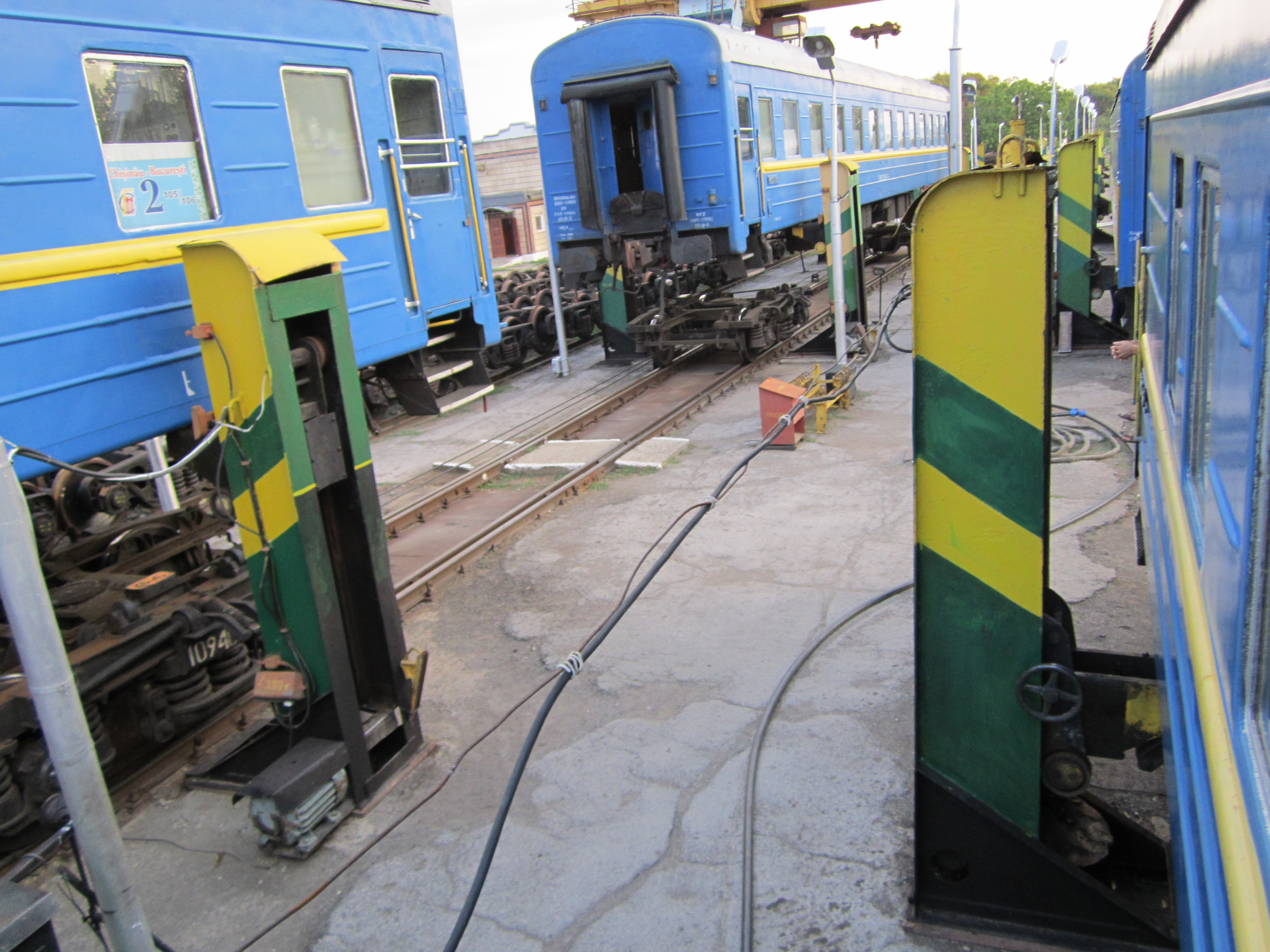
Moldàvia té un calibre ferroviari de 1540 mm, mentre que Romania té un calibre estàndard.
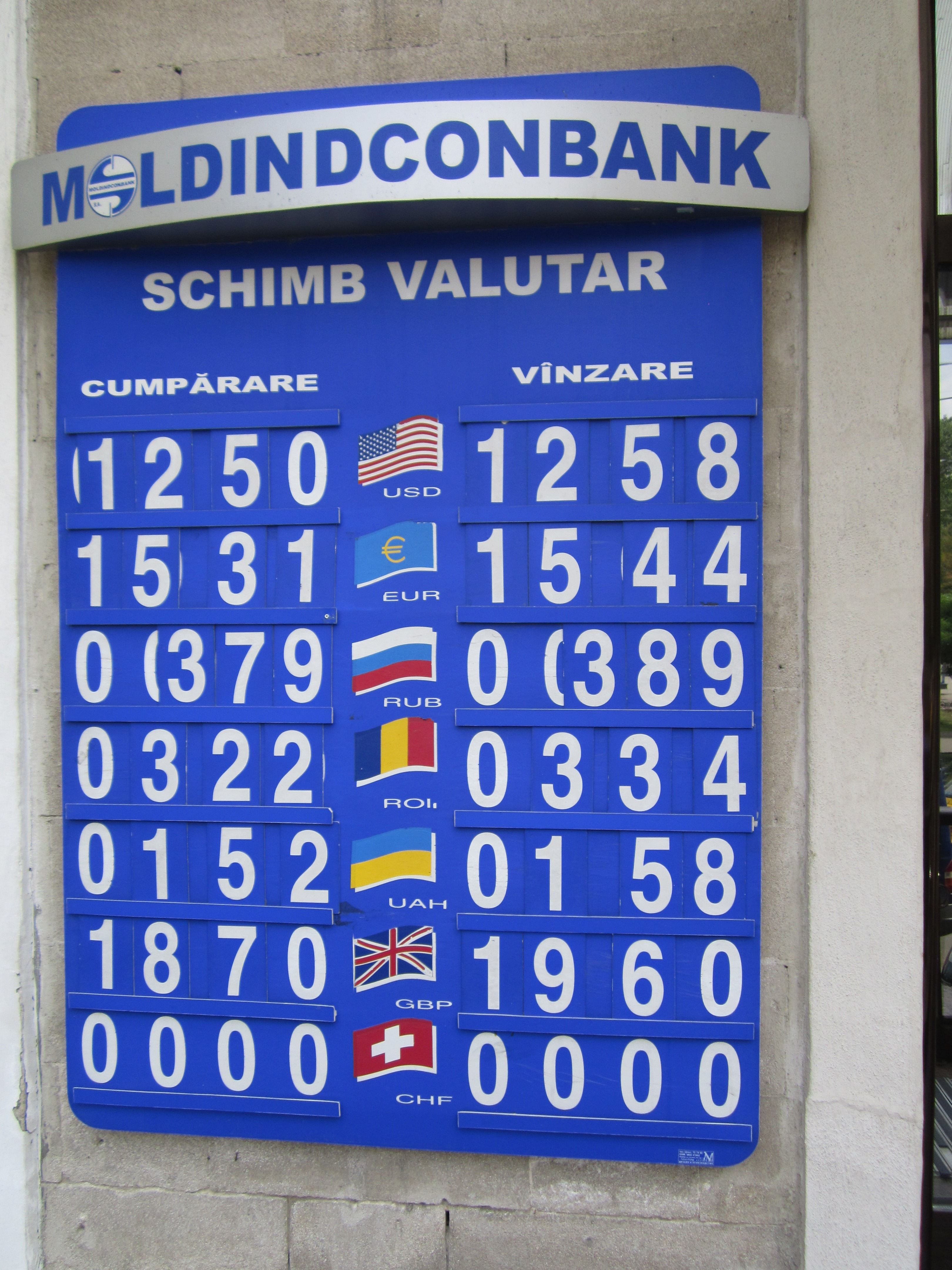
El leu romanès es pot intercanviar convenientment a tota Moldàvia.
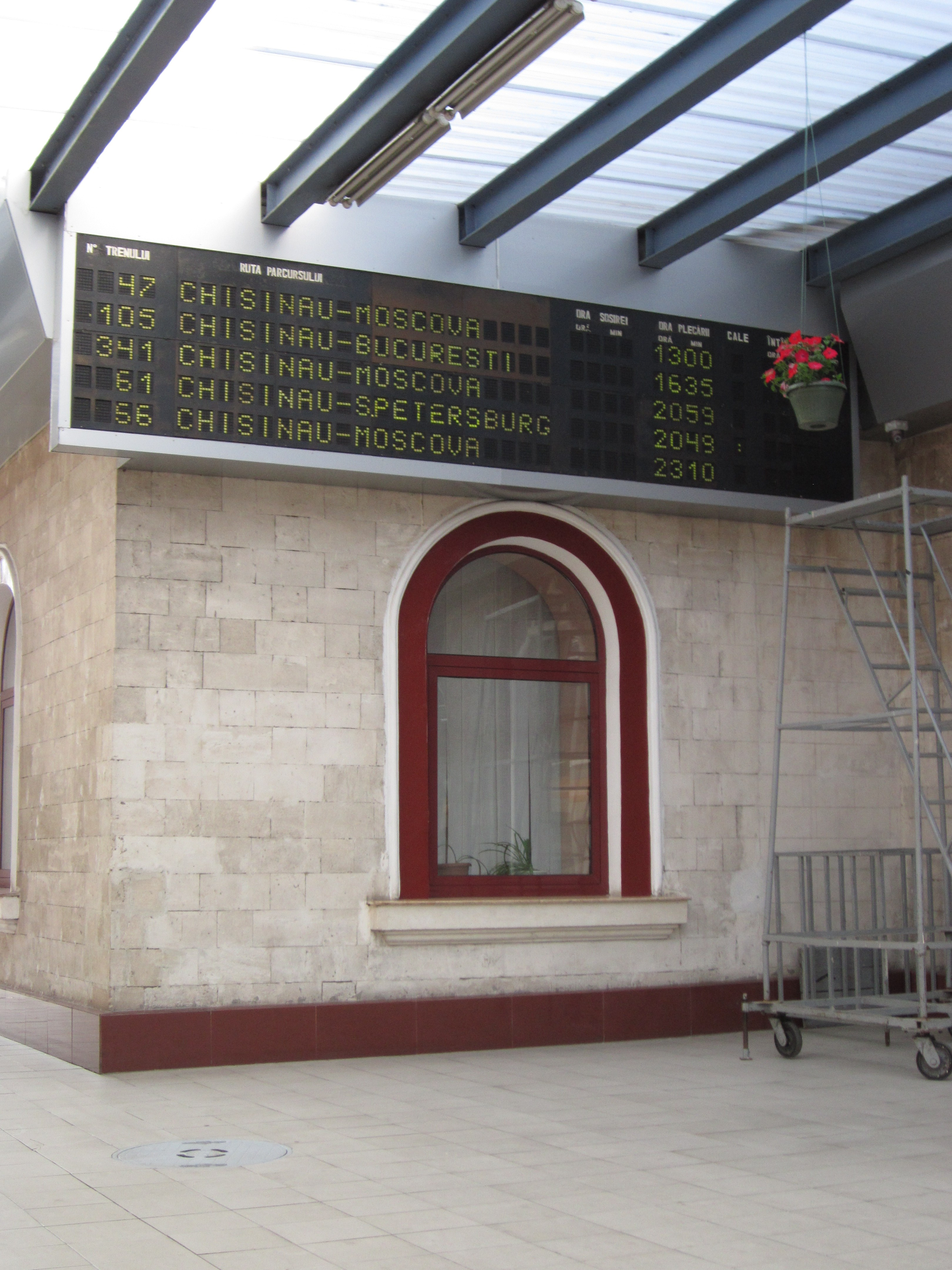
Horari de l'estació de ferrocarril de Chișinău que mostra quatre sortides a Rússia i una sortida a Romania.
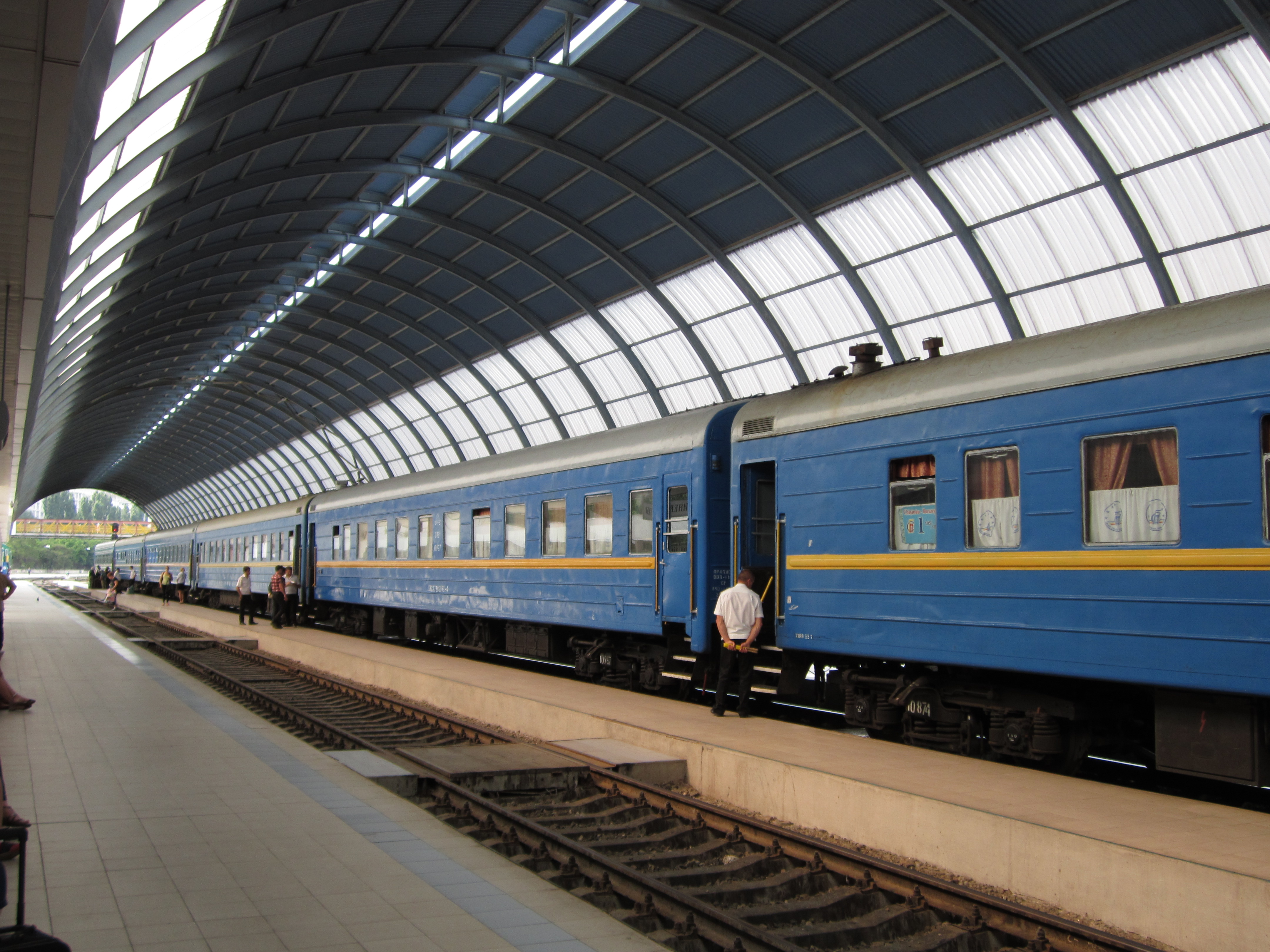
Tren diari Chișinău - Bucarest anomenat "Amistat" (Prietenia).
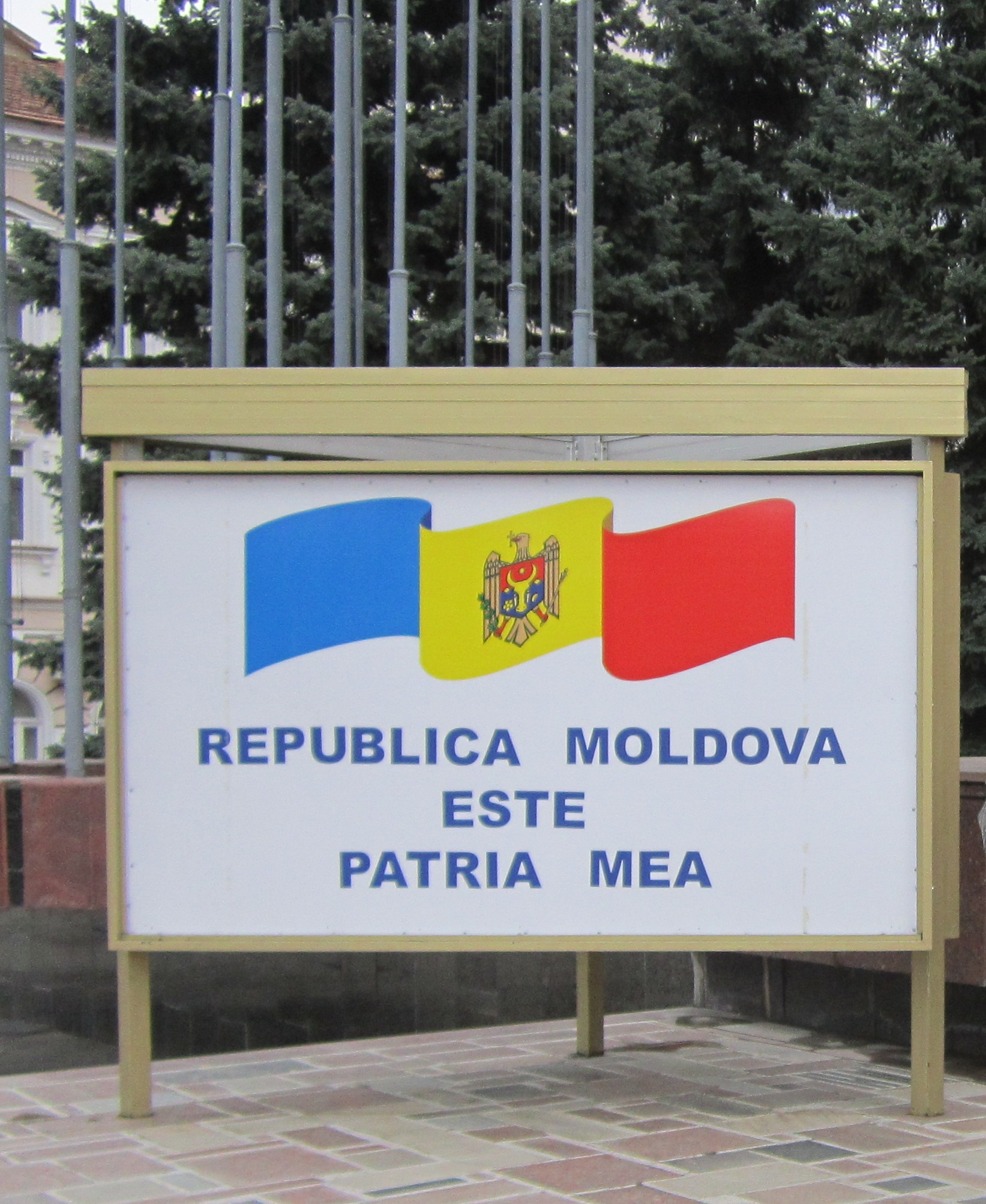
Cartell patriòtic a Chișinău: "La República de Moldàvia és la meva pàtria".
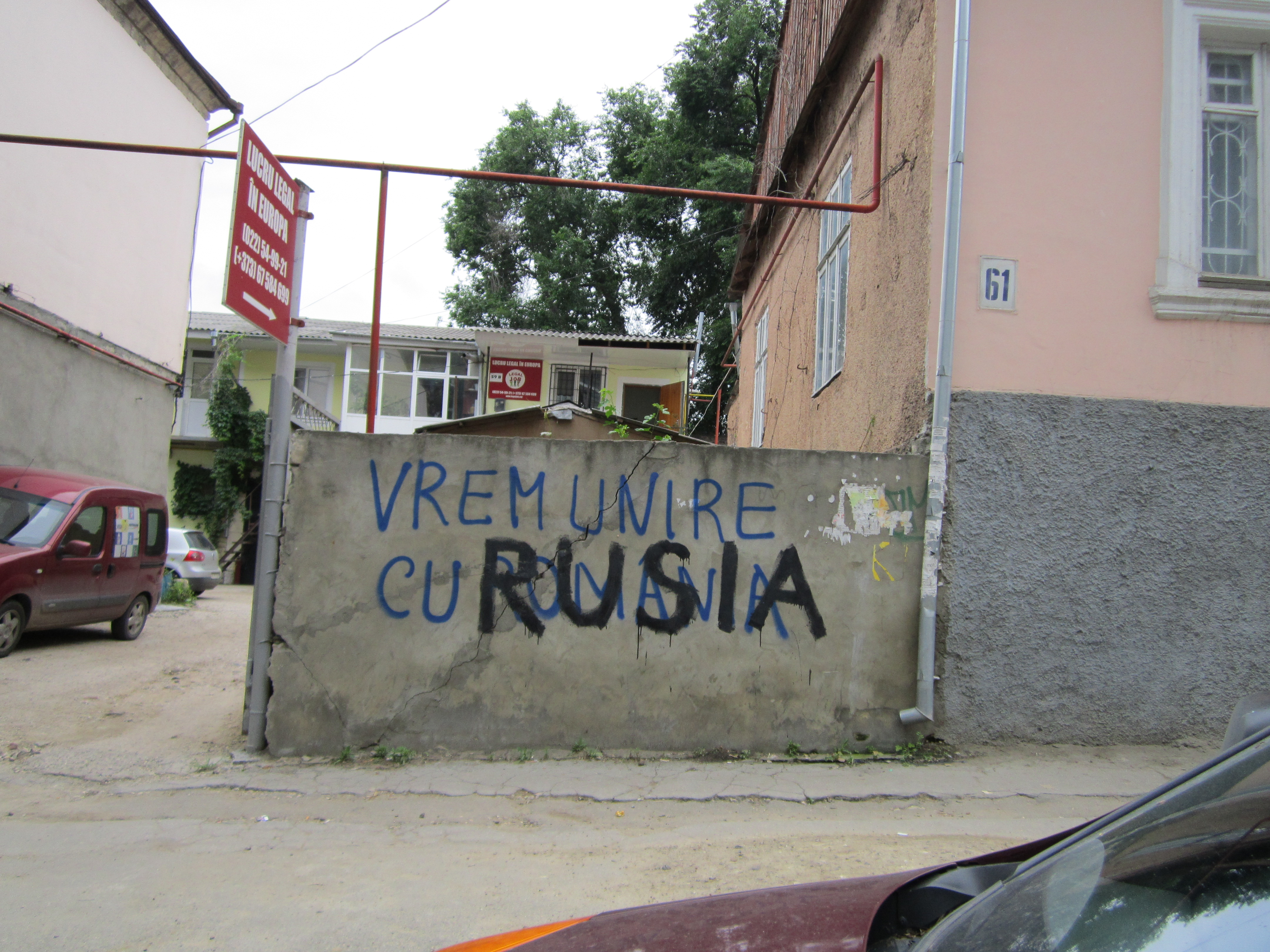
Graffiti a Chișinău. L'original diu "Volem unió amb Romania", però "Romania" es va pintar més tard amb "Rússia".
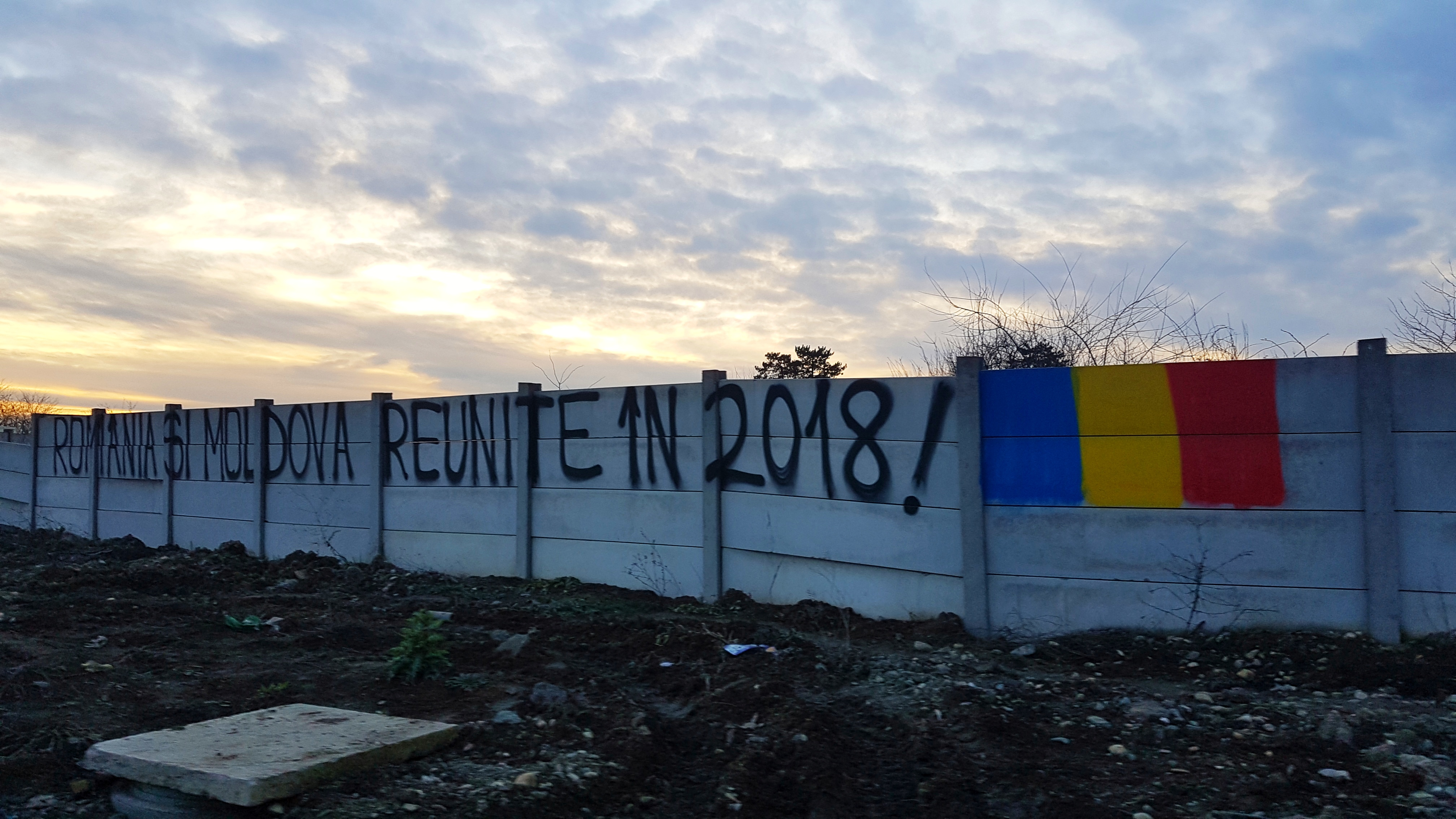
Graffiti a Bucarest. "Romania i Moldàvia es van reunir el 2018!".